# Tuncay Kılıç
Tuncay Kılıç (* 2. Mai 1997 in Bayburt) ist ein türkischer Fußballspieler.

## Karriere

### Verein
Kılıç begann mit dem Vereinsfußball in der Jugend des Amateurvereins Çorum PPT GSK und wechselte 2007 in die Jugend von Çorumspor. Im Sommer 2012 erhielt er hier als Fünfzehnjähriger einen Profivertrag und wurde anschließend in den Profikader aufgenommen. Bis zur Winterpause absolvierte er für diesen ein Pokal- und 17 Ligaspiele.
Zur Rückrunde der Spielzeit wechselte er zum Zweitligisten Göztepe Izmir. Die Spielzeit verbrachte er als Leihspieler erst bei Batman Petrolspor und anschließend bei Bergama Belediyespor. Für die Rückrunde der Saison 2015/16 lieh ihn Göztepe an Düzcespor aus.

### Nationalmannschaft
Kılıç startete seine Nationalmannschaftskarriere 2013 mit einem Einsatz für die türkische U-16-Nationalmannschaft. Mit dieser konnte er 2013 den Kaspischen Pokal, das Turnier von Montaigu und das Valentin-Granatkin-Memorial-Turnier gewinnen.
Anschließend spielte er für die türkischen U-17 und Türkei U-18.

## Erfolge
Mit der türkischen U-16-Nationalmannschaft
- Sieger im Turnier von Montaigu: 2013
- Sieger im Wiktor-Bannikow-Gedächtnisturnier: 2013
- Kaspischer Pokalsieger: 2013